# Canton de Meaux-Nord
Le canton de Meaux-Nord est une ancienne division administrative française, située dans le département de Seine-et-Marne et la région Île-de-France.

## Composition
Le canton de Meaux-Nord regroupait 9 communes de 1976 à mars 2015 :
- Barcy, 228 habitants
- Chambry, 876 habitants
- Chauconin-Neufmontiers, 2 589 habitants
- Crégy-lès-Meaux, 4 294 habitants
- Germigny-l'Évêque, 1 294 habitants
- Meaux, (partie Nord de la ville)
- Penchard, 1 051 habitants
- Poincy, 734 habitants
- Varreddes, 1 899 habitants

## Histoire
Un premier canton de Meaux avait été créé en 1793 et 1801. Ce canton a été scindé par décret du 28 octobre 1975, créant les cantons de Meaux-Nord et de Meaux-Sud,,.
Les deux cantons ont été supprimés dans le cadre du redécoupage cantonal de 2014 en France, qui a créé un nouveau canton de Meaux, constitué de la seule commune de Meaux. Les autres communes du canton de Meaux-Nord sont alors réparties dans 2 cantons différents.

### Représentation
| Période   | Identité       | Parti | Qualité |
| --------- | -------------- | ----- | --- |
|           |                |       | |
| 1976-1985 | Robert Le Foll | PS    | Professeur Député (1981-1993) Maire de Crégy-lès-Meaux (1977-2001) Ancien conseiller général du Canton de Meaux (1973-1976) |
| 1985-2004 | Pierre Quillet | RPR   | Médecin hospitalier Député (1993-1997) Vice-Président du Conseil Général                                                    |
| 2004-2015 | Olivier Morin  | UMP   | Avocat Adjoint au Maire de Meaux Elu en 2015 dans le Canton de Claye-Souilly                                                |

## Démographie
| 1975 | 1990   | 1999   | 2006   | 2011   | 2012   |
| ---- | ------ | ------ | ------ | ------ | ------ |
| -    | 44 082 | 46 528 | 47 850 | 49 750 | 50 995 |